# Zoonímia
La zoonímia és la part de l'onomàstica que estudia els noms propis d'animals, com podrien ser el del goril·la Floquet de Neu, el de l'ovella Dolly o el de la gossa Laika.